# Rough Riders
Rough Riders (Rudi Incursori) fu il nome che venne dato al 1st United States Volunteer Cavalry, uno dei tre reggimenti formati nel 1898 nel corso della guerra ispano-americana, l'unico a entrare in azione a Cuba. Gli Stati Uniti, all'epoca, erano militarmente ancora indeboliti dalla guerra civile che aveva diviso il paese trent'anni prima. Come risultato, il presidente William McKinley chiamò milleduecentocinquanta volontari che dovevano sostenere gli sforzi dell'esercito. Il gruppo, il cui primo comandante fu Leonard Wood, consulente di McKinley, fu chiamato anche "Wood's Weary Walkers", dato che, sebbene fosse un reparto di cavalleria, combatteva anche a piedi, come la fanteria.

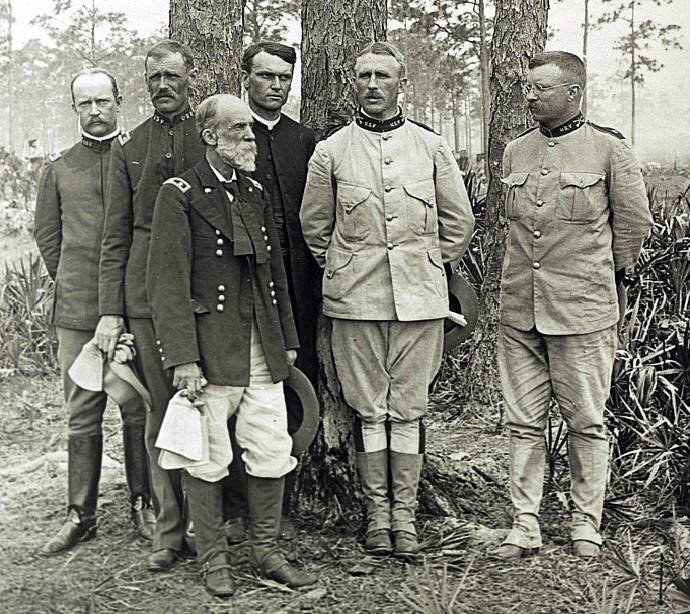
Gli ufficiali: magg. George Dunn, magg. Brodie, gen. Joseph Wheeler, cappellano Brown, gen. Leonard Wood, ten. col. Theodore Roosevelt

Il comandante in seconda di Wood era l'assistente segretario della Marina Theodore Roosevelt (che dopo pochi anni diventò Presidente degli Stati Uniti),  che aveva spinto gli Stati Uniti ad appoggiare l'indipendenza cubana. Quando il colonnello Wood diventò il comandante della seconda brigata di cavalleria, i Rough Riders - sotto il nuovo comandante - diventarono i Roosevelt's Rough Riders. I componenti del corpo di volontari erano in maggioranza nativi americani, atleti di college, cowboy e allevatori.
Nel 1898, il termine diventò molto popolare dopo che Buffalo Bill aveva chiamato in questo modo il suo famoso spettacolo Buffalo Bill's Wild West and Congress of Rough Riders of the World.

## Formazione e inizio

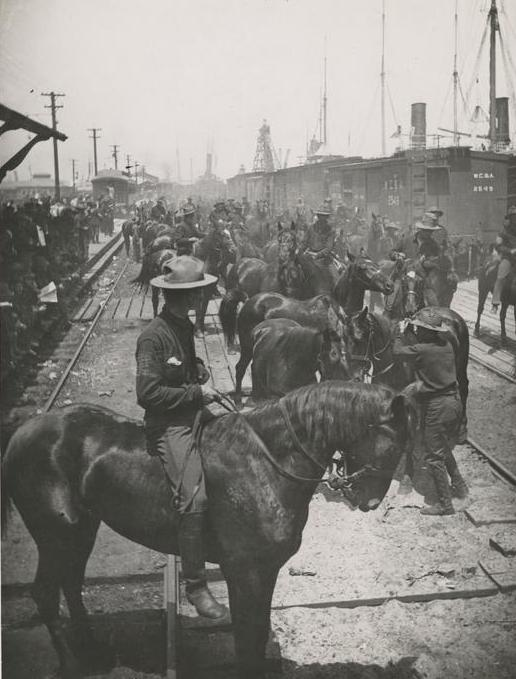
L'arrivo a Tampa

I volontari furono scelti in quattro aree specifiche: provenivano dall'Arizona, dal New Mexico, dall'Oklahoma e dal Texas. Il motivo di questa scelta aveva come motivo quello di prendere degli uomini che provenissero da zone climatiche che avevano delle similitudini con quelle di Cuba nella stagione in cui erano previsti gli attacchi. "La difficoltà nell'organizzare i volontari non era quella di selezionarli, ma piuttosto quella di respingerli", scriveva Roosevelt.
Il tetto di volontari previsto fu raggiunto in breve tempo: vennero scelti cowboy, cercatori d'oro, minatori, cacciatori, giocatori d'azzardo, studenti di college, nativi americani, tutti abili nel tiro e nel cavalcare. Tra questi, molti erano veterani o poliziotti ansiosi di ritornare in azione. Quelli che avevano servito nell'esercito in campagne contro gli indiani o nella guerra civile furono promossi ufficiali di cavalleria. Nel complesso, l'unità che si formò non era del tutto inesperta. Il comando del gruppo fu affidato al colonnello Leonard Wood, che era stato consulente medico del presidente degli Stati Uniti e del segretario della guerra. Suo comandante in seconda, il tenente colonnello Theodore Roosevelt.

## Equipaggiamento

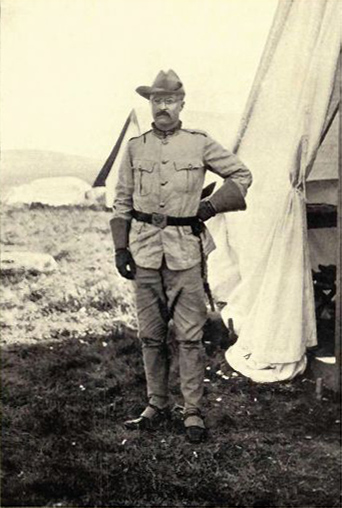
Il colonnello Roosevelt prima dell'imbarco (Tampa, Florida)

Prima di iniziare l'addestramento, Roosevelt usò la sua influenza politica, acquisita come Assistente Segretario della Marina, per fare in modo che il suo reggimento di volontari fosse adeguatamente attrezzato come una qualsiasi unità dell'esercito regolare. Per i soldati e i sottufficiali questo significava essere forniti di Springfield Model 1892-99. Roosevelt riuscì a ottenere per loro anche la Carabina Krag-Jørgensen, utilizzata dalla cavalleria regolare. I Rough Riders utilizzavano il Coltello Bowie. All'ultimo momento, un ricco finanziatore donò un paio di moderne mitragliatrici Colt-Browning M1895 calibro 7 × 57 mm Mauser montate su treppiedi.
Al contrario, l'uniforme fu pensata per differenziare il reggimento da quelli regolari. Come scrisse Roosevelt: "la divisa era un cappello floscio, una camicia di flanella blu, pantaloni marrone, stivali e fazzoletti annodati intorno al collo. Sembravano esattamente come un corpo di cowboy a cavallo dovrebbe apparire".

## Addestramento
L'addestramento fu molto convenzionale anche per un'unità di cavalleria. Il punto di riferimento fu quello di adeguarsi alle norme basilari delle esercitazioni militari, richiamandosi ai valori della disciplina, dell'obbedienza e dello spirito di corpo. Gli uomini si dimostrarono desiderosi di imparare: si decise di non perdere tempo nell'insegnare loro l'attacco alla sciabola, tecnica usata dalla cavalleria, perché i volontari non avevano alcuna esperienza di combattimento all'arma bianca. Si puntò, invece, al perfezionamento dell'uso della carabina e della pistola. Gli uomini erano in prevalenza cavalieri esperti. Questa loro caratteristica venne utilizzata dagli addestratori che affinarono le tecniche di equitazione e la tattica del combattimento a cavallo sia in formazione che nelle schermaglie. Tattiche militari e strategie di combattimento furono anche materia di studio su testi che i volontari leggevano soprattutto quando non potevano esercitarsi, come accadeva durante gli spostamenti su treno o su nave. L'addestramento che ricevettero li preparò il meglio possibile al compito che li aspettava.

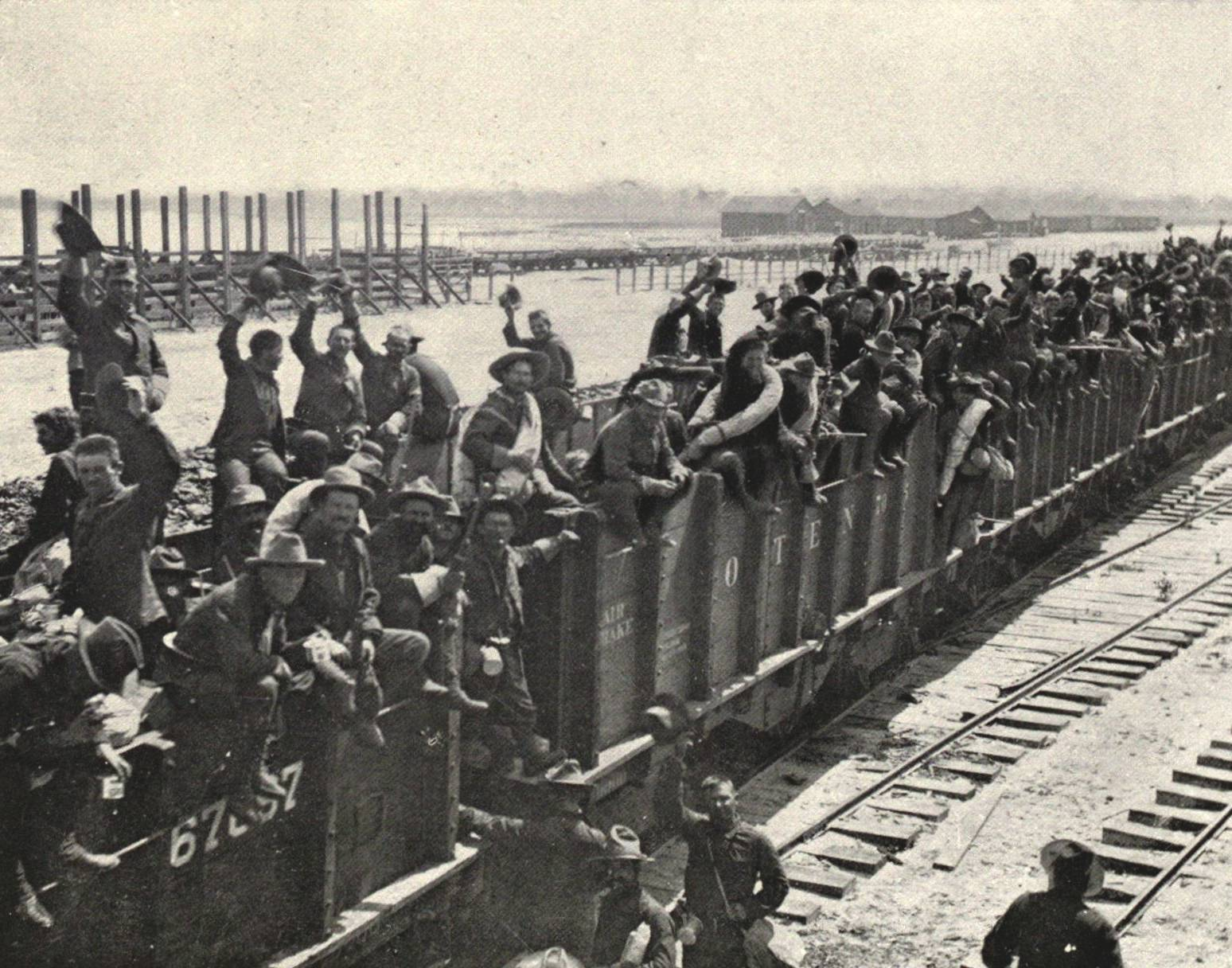
Sul treno per Tampa (1898)

## La guerra ispano-americana

### Partenza dagli Stati Uniti
Il 29 maggio 1898, mille e sessanta Rough Riders e mille duecentocinquantotto tra cavalli e muli si diressero verso la Southern Pacific per salire sul treno che li avrebbe portati a Tampa, in Florida, porto da cui sarebbero dovuti poi partire alla volta di Cuba. Il reggimento aspettava l'ordine che doveva essere impartito dal maggiore generale William Rufus Shafter. Ma, solo otto dei dodici gruppi dei Rough Riders riuscirono a lasciare il suolo americano per andare a combattere. La maggior parte dei muli e dei cavalli restarono in Florida. A parte il dolore provato da Roosevelt per gli uomini lasciati indietro, la situazione portò a un indebolimento generale del gruppo. Circa un quarto di coloro che avevano partecipato all'addestramento venne perso, la maggior parte morì di malaria o di febbre gialla. Le truppe rimaste furono inviate a Cuba minate nella forma e nel morale.
Sbarcati sull'isola, privi praticamente delle cavalcature su cui avevano puntato tutto il loro addestramento, con scarse provviste, i volontari furono costretti a fermarsi in un campo dove dovevano aspettare l'ordine dell'avanzata. Quando si mossero, dovettero anche affrontare il fitto della jungla. Non abituati alla marcia pesante, furono costretti quindi ad adeguarsi nell'adottare tecniche di fanteria a cui non erano stati addestrati.

### La battaglia di Las Guasimas

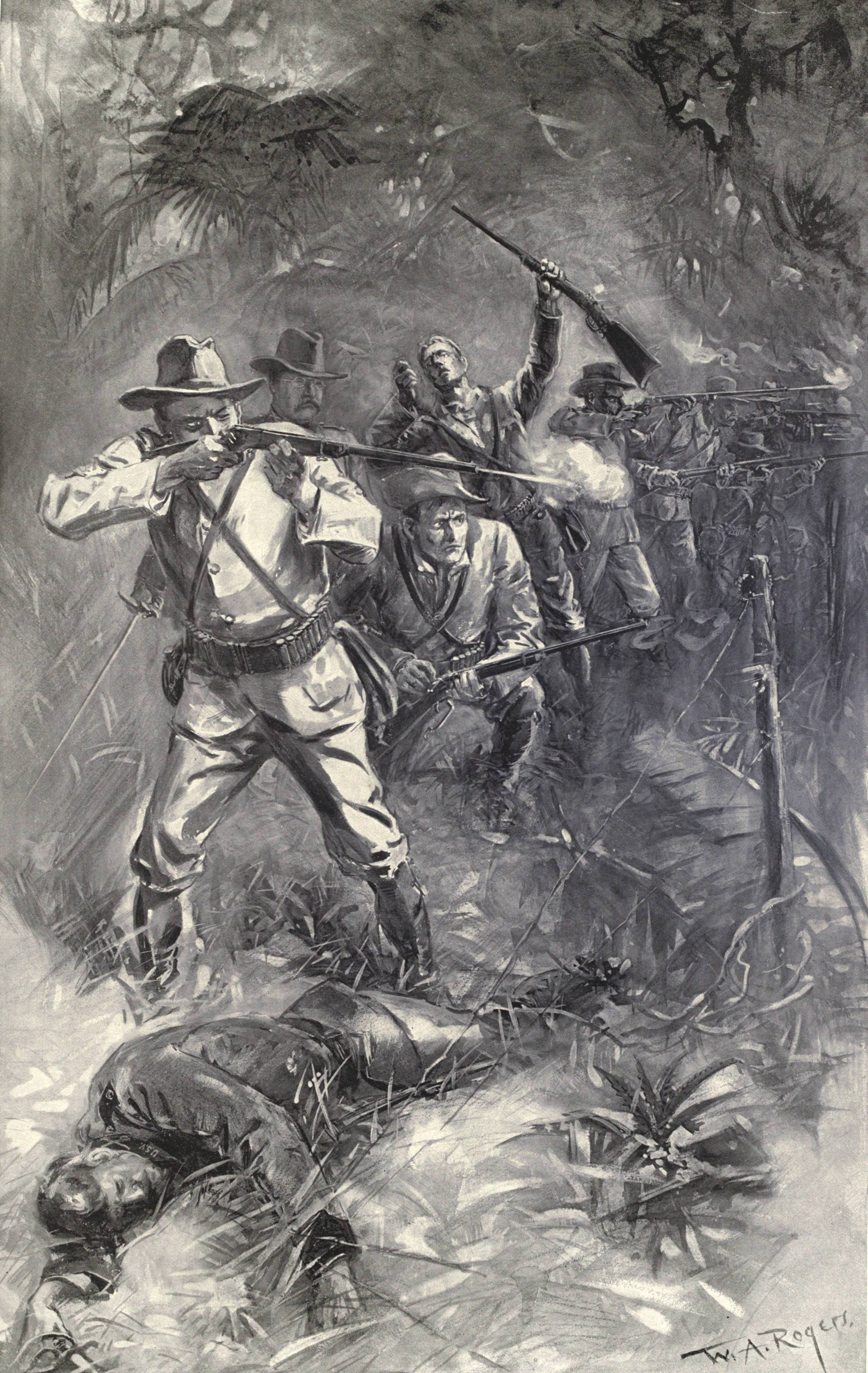
La battaglia di Las Guasimas
Harper's Pictorial History of the War with Spain (1899)

Mandati in ricognizione nella jungla, alcuni dei volontari scoprirono l'avamposto spagnolo di Las Guasimas. Nel pomeriggio del 24 giugno 1898, i Rough Riders si inoltrarono nel folto della foresta, iniziando una marcia di avvicinamento alla postazione nemica. L'obiettivo era quello di eliminarla, così da rendere sicura l'area che si trovava sul percorso che i volontari avrebbero poi dovuto intraprendere. Arrivati nelle vicinanze dell'avamposto, gli americani si fermarono per passare la notte prima dell'attacco previsto per la mattina successiva. Gli spagnoli avevano il vantaggio di conoscere il terreno di scontro, tanto da prevedere dove potevano piazzarsi gli americani per sparare. In più, i loro fucili usavano una polvere che non provocava fumo come facevano gli altri fucili, di modo che lo sparo non segnalava la loro posizione. Il generale Young, alla testa dei regolari e della cavalleria, diede l'ordine dell'attacco la mattina presto. Usando dei fucili a lungo raggio, snidò il nemico, coperto dalla jungla e nascosto lungo trincee, strade, terreni montuosi. Gli uomini del colonnello Wood, insieme con il tenente-colonnello Roosevelt, non si erano ancora avvicinati al campo di battaglia a causa di un percorso alternativo che li aveva portati a farsi strada su una collina molto ripida. Molti degli uomini non riuscirono ad arrivare al campo di battaglia, affaticati dalla marcia forzata nella jungla: il risultato fu che entrarono in azione meno di cinquecento combattenti. Un giornalista, Edward Marshall, preso dall'entusiasmo dell'azione, prese il fucile per combattere insieme ai volontari. Fu colpito dagli spagnoli e uno dei soldati - che lo aveva confuso con Wood - portò agli americani la notizia della morte del comandante. Roosevelt, allora, assunse lui il comando: riuniti i volontari, li spronò e, con il suo carisma, riuscì in breve tempo a condurli alla vittoria. La battaglia era durata un'ora e mezza e i Rough Riders avevano avuto solo otto morti e trentun feriti tra cui il capitano Allyn K. Capron. Roosevelt, ritrovando Wood in piena salute, si dimise dal suo grado di tenente colonnello.
Conquistato l'avamposto, gli americani avevano ottenuto il controllo della strada che portava a Santiago. I soldati tennero la posizione per sei giorni, mentre il generale Shafter portava a terra scorte supplementari. In quel lasso di tempo, i morti di ambo le parti vennero sepolti e i feriti curati. Il generale Joseph Wheeler si ammalò di febbre. Le febbri colpirono molti dei soldati e alcuni ne morirono. Al generale di brigata Samuel Sumner venne affidato il comando della cavalleria e Leonard Wood venne nominato generale della seconda brigata, lasciando così il comando dei Rough Riders nelle mani di Theodore Roosevelt.

### Battaglia di San Juan Hill
Fu ordinato agli uomini di coprire il percorso di otto chilometri che separava l'avamposto conquistato da Santiago. Roosevelt non aveva ordini precisi al riguardo: doveva semplicemente marciare verso San Juan dove si trovavano posizionati un migliaio di spagnoli. Fu presa la decisione che la divisione del generale di brigata Henry Lawton avrebbe sostenuto il maggior peso dell'attacco alla roccaforte spagnola di El Caney situata poche miglia più avanti. La cavalleria doveva servire come diversivo, mentre le batterie d'artiglieria avrebbero dovuto colpire da lontano. Alla fanteria di Lawton era delegato il compito di cominciare il combattimento, mentre i Rough Riders, in marcia di avvicinamento, dovevano arrivare solo quando lo scontro con gli spagnoli fosse già iniziato. In quest'ottica, il corpo dei volontari di Roosevelt non veniva considerato come un elemento fondamentale per l'esito della battaglia.
San Juan Hill era separata da un'altra collina da una valletta e da uno stagno, con il fiume che scorreva lì sotto. Alla zona fu dato il nome convenzionale di San Juan Heights: il colonnello Roosevelt e i Rough Riders avanzarono fino a giungere ai piedi di quella che, a causa dei calderoni per il raffinamento dello zucchero di cui era cosparsa la zona, avevano soprannominato Kettle Hill. La battaglia iniziò con il fuoco delle artiglierie e con la risposta della batteria nemica. I Rough Riders, vicini all'artiglieria americana, furono costretti a spostarsi per non venire colpiti. Scesi verso il fondo della valle, si fecero strada seguendo il percorso del fiume verso la base di Kettle Hill. Cercando di coprirsi e di sfuggire così a fuoco nemico e cecchini, si appostarono nell'erba alta che cresceva lungo le rive del corso d'acqua, senza riuscire tuttavia ad evitare di rimanere bloccati in una posizione di vulnerabilità. Le armi degli spagnoli avevano una scansione di otto colpi ogni venti secondi, mentre quelle degli statunitensi potevano sparare, nello stesso arco di tempo, un solo colpo. Il che dava agli assediati un innegabile vantaggio sugli attaccanti. Numerosi americani vennero colpiti da pallottole Mauser a 7 mm che infliggevano piccole ferite dal taglio pulito. Raramente, però, dall'esito mortale.
Profondamente insoddisfatto dell'inazione del generale Shafter che non inviava uomini in perlustrazione né dava ordini diretti, Roosevelt si sentiva come un orso in gabbia, esposto in prima linea insieme ai suoi uomini al fuoco del nemico. Tramite staffette, sollecitò il comando a impartire l'ordine di attacco. Quando finalmente questo arrivò, i Rough Riders poterono togliersi dalla loro pericolosa posizione e andare a sostenere l'attacco dell'esercito regolare. Roosevelt, a cavallo, condusse l'azione salendo e scendendo dalla collina per coordinare gli sforzi dei suoi. Un capitano dell'esercito, in difesa della sua postazione, si rifiutò di seguirlo nella sua avanzata verso la cima, adducendo ordini superiori. Roosevelt, che non vedeva una soluzione positiva per le truppe USA in quel tipo di tattica, si prese la responsabilità dell'assalto in quanto ufficiale di grado superiore. Spronati i suoi, si lanciò alla carica seguito dai Rough Riders ma anche dai militari che si mischiarono ai volontari: in venti minuti, Kettle Hill era conquistata e il resto di San Juan Heights venne preso nell'ora seguente.
Uno degli elementi che assicurò il successo degli statunitensi fu il fuoco di copertura delle mitragliatrici Gatling sotto il comando del tenente John H. Parker, mitragliatrici che spararono migliaia di colpi contro le trincee spagnole. Dapprima, gli americani avevano temuto che quello fosse il rumore delle postazioni spagnole: ben presto si erano ricreduti e il suono delle Gatling li aveva rincuorati e spinti all'assalto.

### Assedio di Santiago
Theodore Roosevelt e i Rough Riders giocarono un ruolo chiave nel corso della guerra ispano-americana, dando sostegno alle forze militari degli Stati Uniti durante l'assedio di Santiago de Cuba. Con la conquista di San Juan Hill, gli statunitensi avevano ottenuto una posizione strategica dalla quale muovere per attaccare Santiago, uno dei punto di forza dell'esercito spagnolo dove, nel porto, si trovava la squadra navale nemica. Gli statunitensi spinsero le navi spagnole fuori dal porto, occupando le zone intorno alla città.. Due giorni dopo la battaglia di San Juan Heights, la flotta spagnola venne distrutta a Santiago Bay. Tuttavia, l'affondamento della flottiglia non significò la fine della guerra. La battaglia continuò a Santiago e dintorni.
Il 17 luglio 1898, le forze spagnole di Santiago si arresero al generale Shafter e all'esercito degli Stati Uniti, mentre nella regione continuavano i combattimenti. Dopo le continue vittorie statunitensi, il governo spagnolo si arrese il 12 agosto 1898, sottoscrivendo un armistizio con il quale rinunciava al suo controllo su Cuba. Con l'armistizio, la Spagna cedeva anche i territori di Porto Rico, Guam e Filippine. Gli Stati Uniti, con queste acquisizioni, assursero al livello di una potenza imperiale; la guerra ispano-americana inaugurò una tendenza interventista del paese nordamericano che sarebbe durata negli anni a venire.

### Ritorno a casa
Il 14 agosto, i Rough Riders sbarcarono a Montauk Point a Long Island. Lì, si ritrovarono con le altre quattro compagnie che erano rimaste a Tampa. Il colonnello Roosevelt fece notare come molti di quegli uomini, che non avevano partecipato all'avventura cubana, si sentissero colpevoli di non avervi preso parte. Ma Roosevelt fece notare anche che "coloro che sono rimasti indietro hanno fatto il proprio dovere esattamente come quelli che erano partiti, perché la questione della gloria non deve essere confrontata alla fedele esecuzione degli ordini". All'inizio, durante la loro permanenza a Montauk, gli uomini furono sottoposti a cure ospedaliere. A Cuba, molti di loro, colpiti da febbre malarica (che, all'epoca, fu descritta come "febbre cubana"), erano deceduti nell'isola. Altri furono riportati in patria su una nave in quarantena. "Una delle cose più dolorose legate alla malaria che aveva colpito le truppe, fu che molti dei soldati furono attaccati dalla malattia e molti di loro morirono al loro ritorno a casa". Oltre alla malaria, vi furono casi di febbre gialla, dissenteria e altro. I reduci soffrirono pure di esaurimento e molti di essi ritornarono dimagriti anche di venti chili. Ognuno fu curato ricevendo cibi freschi; la buona nutrizione fece recuperare alla maggior parte di loro le forze e la salute.
Il resto del mese che passarono a Montauk, fu dedicato alle celebrazioni della vittoria. Il reggimento fu presentato con tre diverse mascotte, ognuna delle quali rappresentava i Rough Riders: una era un leone di montagna di nome Josephine portato a Tampa da alcuni volontari provenienti dall'Arizona; un'altra, portata dal Messico, era un'aquila che prese il nome dal colonnello Roosevelt per onorarlo e, infine, un piccolo cane di nome Cuba, che era stato portato con loro durante la spedizione. Insieme alle mascotte, c'era anche un ragazzo che, prima della partenza per Cuba, era riuscito a salire di nascosto sulla nave. Quando lo scoprirono, aveva con sé un fucile e alcune scatole di munizioni. Prima che la nave salpasse, lo fecero scendere a terra. Il reggimento gli regalò un'uniforme di Rough Riders, eleggendolo membro onorario della compagnia.

### Scioglimento
La mattina del 15 settembre 1898, l'equipaggiamento del reggimento, comprendente tutte le attrezzature, le armi da fuoco e i cavalli, furono restituiti al governo degli Stati Uniti. Prima della loro partenza,  il colonnello Roosevelt rivolse agli uomini un discorso, lodando gli sforzi fatti ed esprimendo il suo profondo orgoglio per la loro partecipazione a quell'impresa gloriosa. Ricordò ai volontari che, sebbene si fossero comportati con eroismo, adesso dovevano ritornare alla vita normale, integrarsi nella società e nel duro lavoro come tutti gli altri. I soldati si salutarono l'un l'altro e gli United States First Volunteer Cavalry, i Rough Riders di Roosevelt, alla fine si sciolsero. 
Molti degli uomini non riuscirono più a riprendere il lavoro che avevano lasciato per arruolarsi; altri, a causa delle malattie o per essere stati feriti, non erano più in grado di lavorare. Le donazioni per sostenere i veterani bisognosi, alcuni dei quali erano troppo orgogliosi per accettare aiuto, arrivarono da alcuni ricchi sostenitori del reggimento.

## Galleria fotografica dei Rough Riders

Theodore Roosevelt
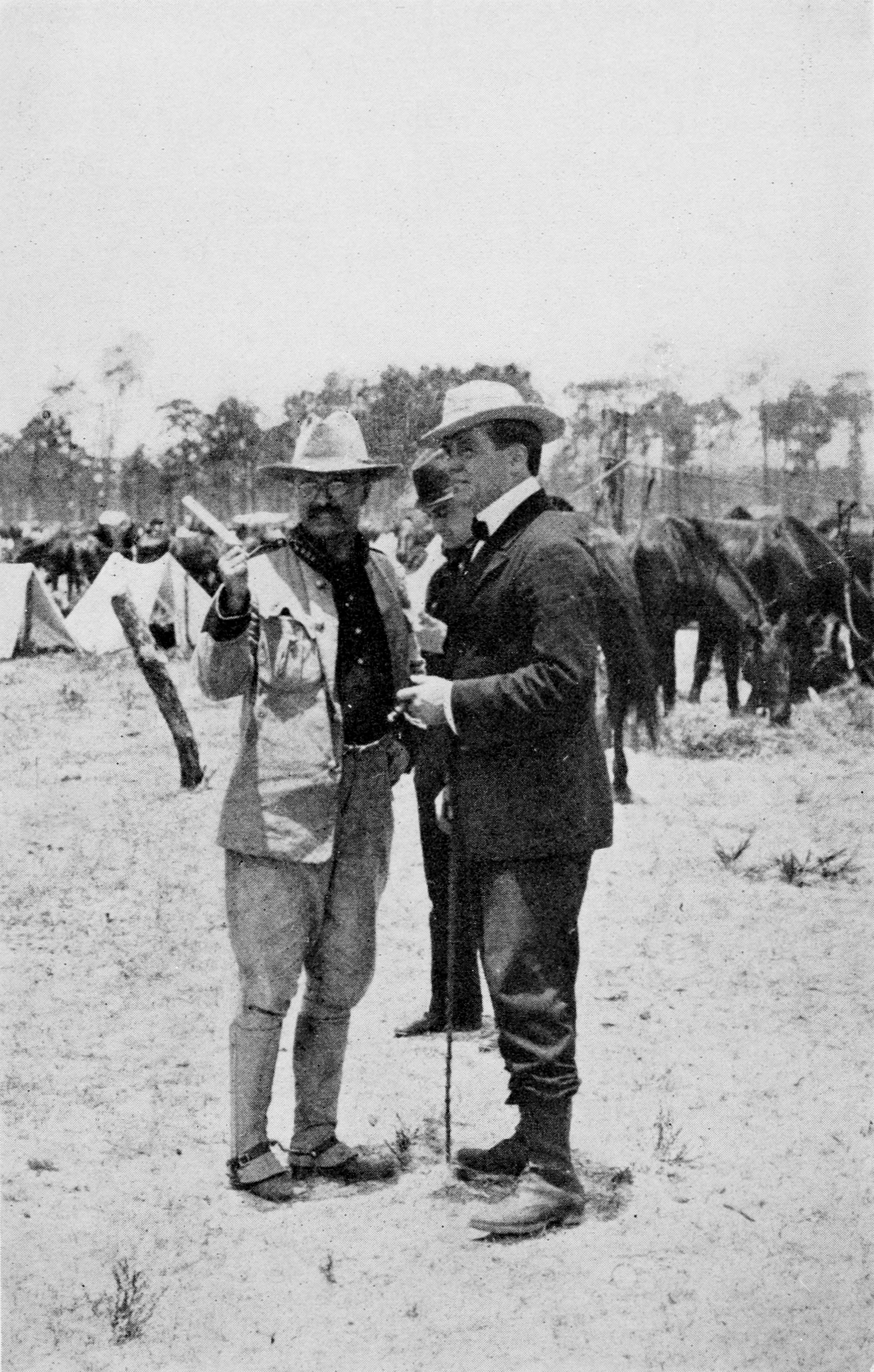
Roosevelt e Richard Harding Davis
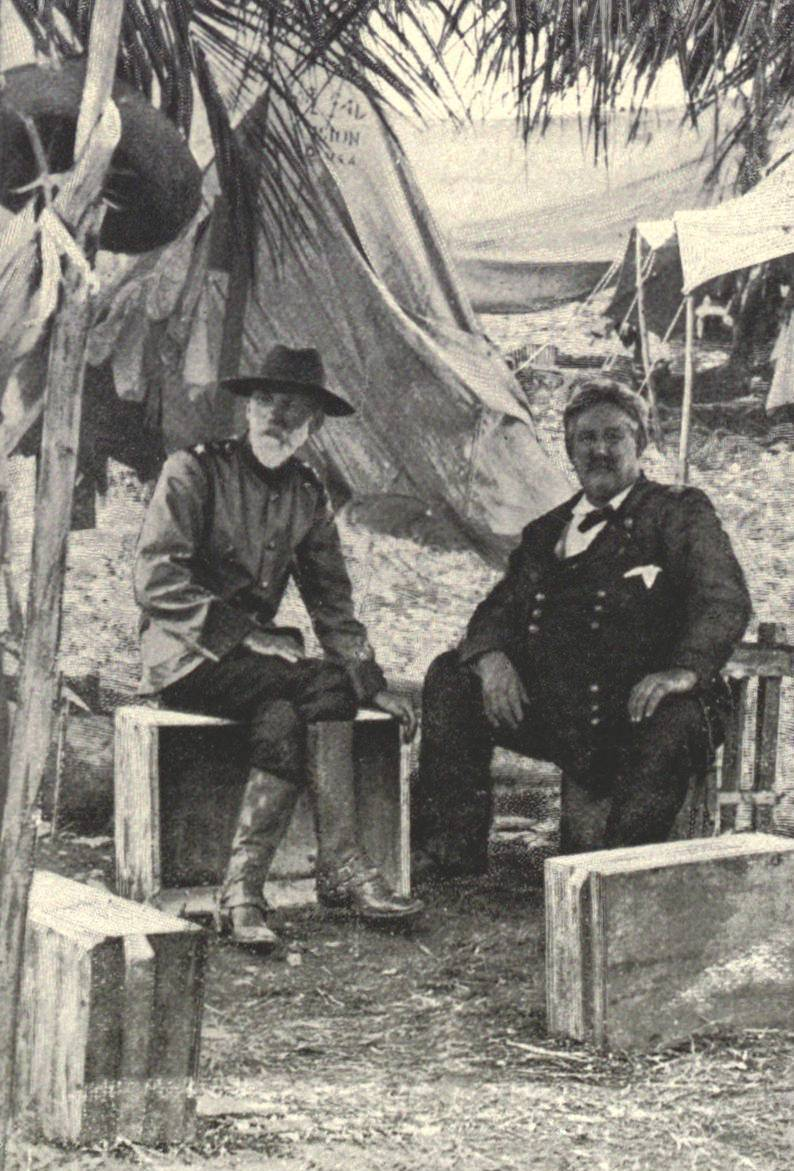
Joseph Wheeler e William R. Shafter
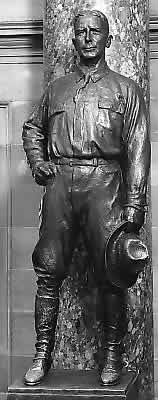
John Campbell Greenway
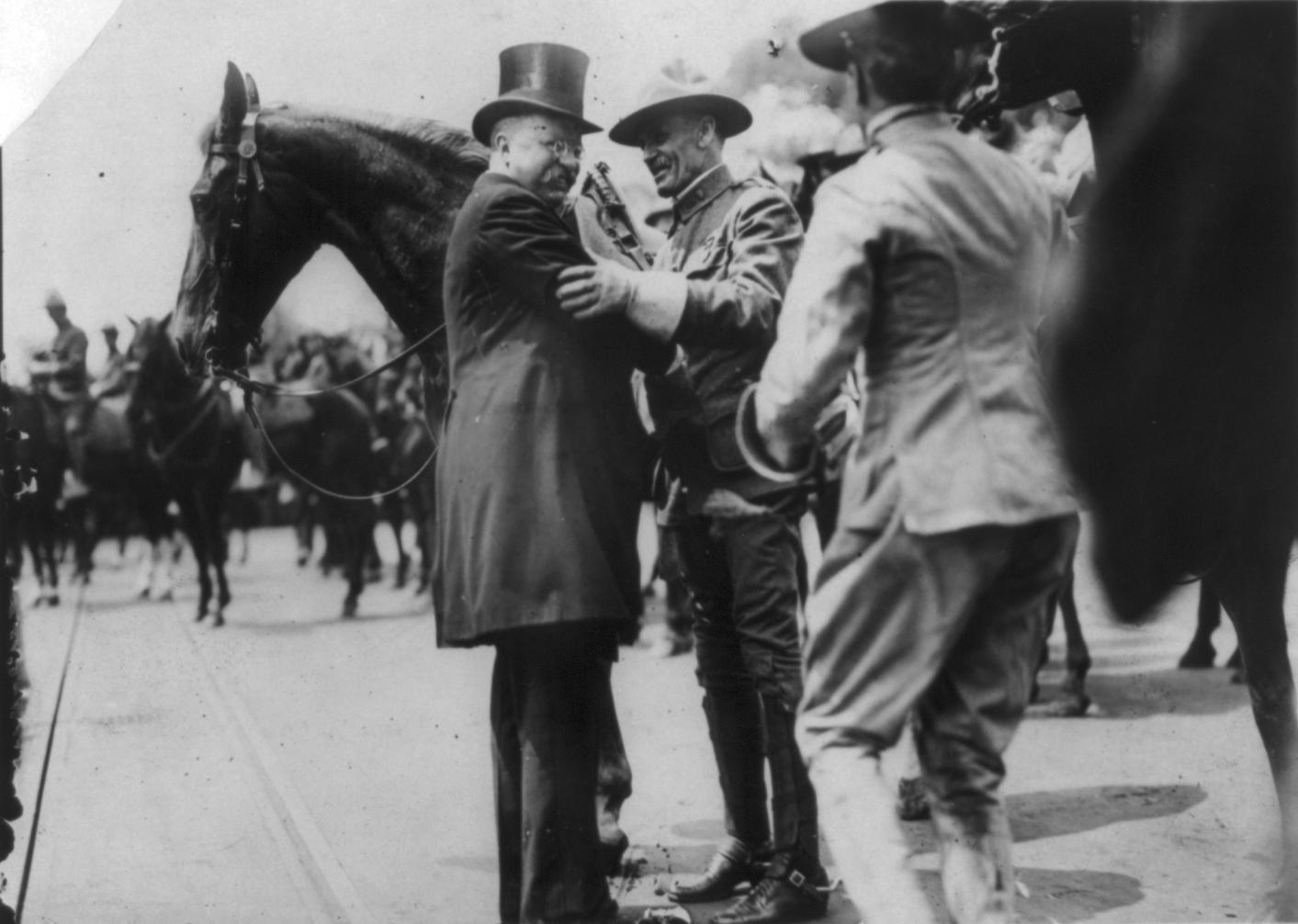
TR incontra Brodie (1924)

## I Rough Riders nella cultura e nel cinema
Un romanzo di grande successo che racconta l'epica dei Rough Riders fu Soldiers of Fortune scritto da Richard Harding Davis. Noto giornalista e scrittore, famoso inviato di guerra, Harding Davis era amico di Roosevelt e divenne membro onorario del reggimento. Il libro diventò una pièce teatrale e, nel 1914 e nel 1919, conobbe due adattamenti cinematografici.
Nel film Stringi i denti e vai! (Bite the Bullet) di Richard Brooks del 1975, i personaggi interpretati da James Coburn e Gene Hackman sono due ex rough riders; al via della partenza della corsa viene letto un messaggio del Presidente Roosevelt in cui cita i due cavalleggeri che erano con lui a San Juan Hill.
Al famoso attore cowboy Tom Mix fu attribuita arbitrariamente dagli uffici stampa hollywoodiani la partecipazione alla guerra di Cuba nel corpo dei Rough Riders. In realtà, Mix si era sì arruolato come volontario, ma la sua unità non venne mai mandata oltremare. Assentatosi senza permesso, venne dichiarato disertore senza però subire mai alcun processo e, nell'aprile 1898, prese anche parte alla parata inaugurale del presidente Roosevelt.

### Filmografia
- Charge at Las Guasimas, Where Capron and Fish Were Killed – cortometraggio (1898)
- Up San Juan Hill, regia di Francis Boggs – cortometraggio (1909)
- The Battle of San Juan Hill, regia di Francis Ford – cortometraggio (1913)
- Soldiers of Fortune, regia di William F. Haddock (1914)
- Soldiers of Fortune, regia di Allan Dwan (1919)
- The Rough Riders, regia di Victor Fleming (1927)
- Teddy the Rough Rider, regia di Ray Enright – cortometraggio (1940)
- Rough Riders, regia di John Milius – miniserie televisiva (1997)